# IPLEDGE
iPLEDGE es un programa de distribución de gestión de riesgos ordenado por la Administración de Drogas y Alimentos de los Estados Unidos (FDA) para la isotretinoína, comercializada como Absorica, Claravis, Amnesteem, Myorisan y Zenatane, y a veces se la denomina por su antigua marca, Accutane. La isotretinoína es un medicamento recetado que es muy eficaz para tratar el acné severo y el acné moderado que no responde a otros tratamientos, sin embargo, conlleva un alto riesgo de causar defectos de nacimiento graves si se toma durante el embarazo. Los objetivos de iPLEDGE REMS (evaluación de riesgos y estrategia de mitigación). El programa tiene como objetivo prevenir la exposición fetal a la isotretinoína e informar a los prescriptores, farmacéuticos y pacientes sobre los riesgos graves y las condiciones de uso seguro de la isotretinoína.
El programa fue diseñado por el Grupo de Fabricantes de Productos de Isotretinoína (IPMG) y su proveedor elegido, Covance, bajo la dirección de la FDA.
A partir del 1 de marzo de 2006, la FDA exige que los pacientes de iPLEDGE, sus médicos y sus farmacéuticos se registren y utilicen un sitio web para recibir, recetar o dispensar este medicamento. El programa ha reducido la exposición de las mujeres embarazadas al fármaco, y también ha sido criticado por ser demasiado complicado y difícil para los prescriptores, farmacéuticos y pacientes navegar con éxito.

## Proceso
Una vez que un médico decide que un paciente es candidato para la isotretinoína, lo asesorará para asegurarse de que comprenda el medicamento y los posibles efectos secundarios. Una vez que el paciente firme la documentación necesaria, su médico le dará un número de identificación de paciente y una tarjeta de identificación, así como otros materiales educativos del programa. Una vez que su médico los haya registrado en iPLEDGE, recibirán su contraseña por correo después de 5 a 10 días hábiles. Los pacientes se clasifican como mujeres en edad fértil (FCBP), mujeres sin capacidad fértil (FnCBP) u hombres.
Los FCBP deben elegir y utilizar dos métodos anticonceptivos (incluida la abstinencia) y deben someterse a pruebas de embarazo administradas por un médico en dos meses consecutivos. Después de la segunda prueba de embarazo negativa (confirmatoria), la FCBP también debe realizar una prueba de comprensión en línea para asegurarse de que comprende los requisitos del Programa. Una vez que esos dos elementos estén completos, el FCBP está autorizado a recibir el medicamento en una farmacia autorizada. A partir de la fecha de la segunda prueba de embarazo negativa (confirmatoria), un FCBP tiene siete días para recoger su receta. Los FCBP deben consultar a su médico y hacerse una prueba de embarazo en cada mes subsiguiente para obtener otra receta para los próximos 30 días.
Los hombres y las FnCBP deben ver a su médico todos los meses, pero no tienen que hacerse las pruebas de embarazo o de comprensión. Tienen 30 días a partir de la fecha de su visita al consultorio para retirar sus recetas. Después de ese punto, tienen que ver a su médico para obtener otra receta de 30 días.
Antes de dispensar isotretinoína, el farmacéutico debe consultar el sitio web del Programa iPLEDGE para asegurarse de que el paciente esté autorizado para recibir el medicamento. La isotretinoína solo se puede dispensar en farmacias estadounidenses autorizadas que estén registradas en el programa iPLEDGE, y la FDA ha tomado medidas contra las farmacias canadienses y de Internet que dispensan isotretinoína fuera del programa iPLEDGE. Los pacientes que adquieren y consumen isotretinoína sin el cuidado de un médico se ponen en peligro.
El curso típico de tratamiento con isotretinoína durará de 4 a 5 meses y, en general, se considera una opción cuando nada más ha funcionado.

## Antecedentes e historia
Algunos dermatólogos han elogiado a la isotretinoína por su capacidad para tratar el acné severo, y las investigaciones actuales la denominan "un fármaco de elección" con "una promesa inmensa ... para reducir la irritación dérmica y aumentar el rendimiento terapéutico, lo que da como resultado una formulación eficaz y compatible con el paciente". . Sin embargo, también ha habido muchos informes y se han publicado estudios que critican los efectos secundarios negativos de la isotretinoína a lo largo de los años. El autor de un artículo de 2002 de la Facultad de Derecho de Harvard escribió: "Accutane también tiene el potencial de destruir vidas. Accutane es un teratógeno extremadamente peligroso: puede causar defectos de nacimiento graves cuando se toma durante el embarazo. Aproximadamente una cuarta parte de los bebés nacidos que han estado expuestos a Accutane durante la gestación tienen deformidades congénitas importantes. Los bebés que nacen sin malformaciones importantes con frecuencia desarrollan graves discapacidades de aprendizaje. Un segmento completo de los bebés de Accutane ni siquiera sobreviven al embarazo: el 40% tienen un aborto espontáneo ". El autor continúa comparando Accutane con Thalidomide.
El programa iPLEDGE se instituyó como un reemplazo del programa SMART fallido (Sistema para administrar la teratogenicidad relacionada con Accutane). Instituido en abril de 2002, SMART tenía como objetivo eliminar los defectos congénitos inducidos por la isotretinoína al evitar que las mujeres embarazadas fueran recetadas o expuestas al medicamento. El programa exigió dos pruebas de embarazo negativas consecutivas, asesoramiento sobre el riesgo de defectos congénitos y el compromiso de utilizar dos formas de anticoncepción al tener relaciones sexuales para todas las mujeres en edad fértil que buscaran una prescripción de isotretinoína. También se estableció un programa de registro voluntario llamado The Accutane Survey. Sin embargo, no se hizo ningún esfuerzo para verificar el cumplimiento de los médicos y farmacéuticos, solo un pequeño porcentaje de mujeres registradas en la encuesta, y la reputación de la isotretinoína como un medicamento maravilloso para el acné continuó alimentando la demanda de nuevas recetas, un número creciente de las cuales se estaban escribiendo. y dispensado para casos relativamente menores de acné vulgar sin la debida evaluación, supervisión o evidencia de que se había intentado por primera vez con medicamentos menos riesgosos. 

### Fallo del sistema anterior
En 2003, una revisión del primer año del cumplimiento SMART realizada por la industria farmacéutica reveló que el número de mujeres embarazadas a las que se les recetó isotretinoína en realidad aumentó en cientos de casos documentados durante el año anterior, antes de que se instituyera el programa. De estos casos, la mayoría de las mujeres se sometieron a abortos- ya sea espontáneo o electivo - con un puñado de niños que nacieron con defectos de nacimiento típicos inducidos por isotretinoína. Cuando se les realizó una encuesta, muchas mujeres embarazadas informaron que sus médicos habían intentado minimizar los riesgos de la isotretinoína o violado los estándares de otras formas, como no informar a las mujeres que necesitaban usar dos formas de control de la natalidad o permitirles sustituir una sola, menos -Prueba de embarazo en orina precisa realizada en el consultorio del médico para las dos pruebas de embarazo en sangre realizadas en laboratorio exigidas por SMART. La FDA también concluyó que, considerando la naturaleza voluntaria del programa de informes y la falta de mantenimiento de registros obligatorio, el número real de mujeres embarazadas afectadas probablemente fue mucho mayor que el número informado.

### Notificación y verificación obligatorias
El informe llevó a que SMART fuera descartado como "un fracaso total", y la FDA se movió rápidamente para detener la caída con un sistema de registro obligatorio más estricto para documentar y verificar todas las recetas de isotretinoína escritas o dispensadas a mujeres en edad fértil en los Estados Unidos. Esta fue una característica originalmente incluida en el plan para SMART recomendado por el panel asesor original de la FDA y totalmente respaldado por los fabricantes farmacéuticos, pero eliminado debido a preocupaciones de que la oposición política de los grupos de presión retrasaría la implementación del programa. Aunque finalmente resuelto, las preocupaciones de mayor edad resultaron válidos en 2003, cuando el lanzamiento de iPLEDGE se llevó a cabo durante tres años, mientras que las objeciones de los derechos de la mujer, los derechos del paciente ,los derechos de los médicos y los cabilderos a favor del derecho a decidir se debatieron en el comité.
El programa iPLEDGE puso en marcha un grupo formado por las empresas que fabricaban el fármaco en ese momento - Roche, Mylan, Barr y Ranbaxy - llamado Grupo de Fabricación de Productos de Isotretinoína (IPMG); son responsables de iPLEDGE y contrataron a Covance para administrarlo. El programa se lanzó el 1 de marzo de 2006, al comienzo de la reunión anual de la Academia Estadounidense de Dermatología.
En los Estados Unidos, alrededor de 2000 mujeres quedaron embarazadas mientras tomaban el medicamento entre 1982 y 2000, y la mayoría de los embarazos terminaron en aborto o aborto espontáneo. Nacieron alrededor de 160 bebés con defectos de nacimiento. Después de que la FDA implementó el programa iPLEDGE más estricto para las compañías que comercializan el medicamento en los EE. UU., En 2011, ocurrieron 155 embarazos entre 129,544 mujeres en edad fértil que tomaban isotrentinoína (0.12%).

## Críticas
Las críticas al programa iPLEDGE incluyen las siguientes:

### Dificultad de cumplimiento
Cuando se lanzó el Programa en marzo de 2006, hubo muchas quejas sobre lo difícil que era utilizar el sistema. Las dificultades de lanzamiento y prelanzamiento eran comunes con el sistema construido conjuntamente por los fabricantes de medicamentos con la ayuda de Covance, Inc. y aprobado por la FDA. Los fallos con el sitio web y los tiempos de espera prolongados eran desenfrenados en ese momento y se convirtieron en un foco de ira de médicos y pacientes. Los médicos han seguido preocupados por la dificultad de obtener este fármaco tan eficaz debido a una proporción relativamente pequeña de posibles defectos de nacimiento.
Aunque las poblaciones de prescriptores y farmacias se han familiarizado más con los requisitos del Programa iPLEDGE a lo largo de los años, y algunos de los problemas iniciales con el sistema han disminuido, la naturaleza del programa de distribución restrictiva continúa causando inconvenientes, gastos adicionales e interrupciones en el curso del tratamiento. Por ejemplo, si hay un problema con los datos que ingresa un paciente o un prescriptor, el paciente puede quedar bloqueado del sistema, incapaz de obtener el medicamento, durante ese ciclo de 30 días. Además, si una paciente pierde el plazo de 7 días para recoger la receta, la paciente debe regresar al médico que prescribe para otra prueba de embarazo antes de poder volver a obtener el medicamento. Esta nueva visita al médico, por supuesto, puede ser inconveniente y costosa. Para minimizar la cantidad de visitas necesarias al médico, un paciente querría programar su cita cerca del final de un período de 30 días, pero luego debe recoger el medicamento rápidamente para evitar que se bloquee el sistema y se quede sin el medicamento. En 2008, el dermatólogo Robert Greenburg dijo: "Que un programa sea tan inflexible que no tenga en cuenta las vacaciones o las circunstancias atenuantes del paciente es un impedimento tal. A menudo sucede que la ventana de 30 días termina en el fin de semana cuando las oficinas están cerrados. Este [iPLEDGE] no es "¿Por qué iPLEDGE es tan complicado? Claramente, es por razones políticas", dijo Greenberg, citando la oposición política al aborto y su impresión de que la moralidad ha guiado el desarrollo de políticas más que la ciencia médica y la evidencia de efectividad.

### Intrusión de privacidad
Algunas pacientes sienten que los requisitos para hacerse pruebas de embarazo mensuales e ingresar información sobre opciones anticonceptivas constituyen una intrusión irrazonable y sienten que es un precio demasiado alto para tener acceso a este medicamento. Además, el mantenimiento de un registro de embarazos es parte del Programa, aunque la participación en el registro es voluntaria para aquellas pacientes que podrían haber quedado embarazadas. 
Los requisitos del programa también exigen, según los requisitos de la FDA, pruebas de embarazo mensuales para mujeres que puedan quedar embarazadas. 
El sitio web incluye una declaración de privacidad, que analiza qué información se recopila, cómo se usa y dónde se pueden dirigir las preguntas.

### Participación requerida de hombres y mujeres que no están en edad fértil
El Programa iPLEDGE requiere la participación tanto de hombres como de FnCBP, y esto ha sido objeto de críticas a lo largo de la vida del programa. El dermatólogo Ned Ryan dijo que "ellos [la FDA y los fabricantes de medicamentos] quieren una red amplia, comprensiblemente. Pero esto es completamente exagerado".
Se requiere participación para asegurar que estos dos grupos comprendan los requisitos básicos, ya que compartir la medicación con mujeres que pueden quedar embarazadas es una preocupación real.
Aunque deben ser parte del programa iPLEDGE, los requisitos para los hombres y las FnCBP son más indulgentes que los de las FCBP. Los hombres y las FnCBP no necesitan realizarse pruebas de embarazo o de comprensión mensualmente, y su período de prescripción es de 30 días a partir de la fecha de la visita al consultorio, en lugar de siete días como ocurre con las FCBP. 

### Impacto desproporcionado sobre las minorías y los grupos de nivel socioeconómico más bajo
Un estudio de 2019 de pacientes en dos instituciones académicas en Boston, Massachusetts, demostró diferencias en el inicio tardío, la interrupción y la terminación anticipada del curso de tratamiento con isotretinoína entre las razas. Los pacientes no blancos tenían más probabilidades que los pacientes blancos de experimentar interrupciones de la medicación y terminaciones tempranas y tenían más probabilidades de lograr dosis subóptimas de isotretinoína. Las razones citadas más comunes para las demoras fueron la logística asociada con el sistema iPLEDGE, incluidos los problemas con la computadora, las ventanas perdidas para recoger y las citas / exámenes perdidos o retrasados.

### Maltrato de género de pacientes transgénero
Algunos hombres transgénero que toman tratamientos con testosterona desarrollan acné como efecto secundario que puede tratarse con éxito con isotretinoína.
Dado que los hombres trans que tienen los órganos reproductivos con los que nacieron tienen el potencial de quedar embarazadas ya sea que estén con testosterona o no, el programa iPLEDGE requiere que los pacientes transgénero se registren según su género asignado al nacer. Esto significa que el programa iPLEDGE requiere que los hombres trans sean confundidos con mujeres para poder tener acceso a la isotrenoína en los Estados Unidos. Una posible solución a este problema sería que iPLEDGE hiciera sus clasificaciones de pacientes neutrales en cuanto al género; en lugar de eso, se centra en la posibilidad de quedar embarazada. La Academia Estadounidense de Dermatología apoya un modelo de categorización de género neutro para iPLEDGE.

### Críticas al sitio web y al sistema telefónico de iPLEDGE
Algunas críticas al sitio web iPLEDGE incluyen que el sitio web no identifica claramente quién administra el sitio, a pesar de ser un programa obligatorio que requiere el envío de información privada sobre pacientes médicos. Los términos de uso y la sección de exención de responsabilidad legal del sitio no identifican claramente a la entidad legal que ejecuta el programa ni describen cómo se protege la información privada de los pacientes. Los términos de uso del sitio están redactados como un contrato entre "usted" y "los patrocinadores del sitio" (que define como sinónimo de "iPLEDGE"), sin decir claramente a quién se incluyen "los patrocinadores del sitio". 
El programa fue ordenado por la FDA a pesar de las críticas de los médicos en ejercicio de que su naturaleza engorrosa y los plazos estrictos pueden hacer que el medicamento no esté disponible para los pacientes que lo merecen.  En la práctica, el sitio web ha presentado muchos problemas a los médicos; una vez que se ingresa la información, puede ser difícil o imposible cambiarla o corregirla.  Si hay un error, se puede bloquear al paciente durante 30 días sin poder recibir el medicamento. Los problemas son comunes y tardan días en solucionarse.  La asistencia técnica por teléfono está disponible a través de un número gratuito, pero tratar de corregir los problemas usando el sistema telefónico puede ser difícil y llevar mucho tiempo. Cathy Boeck, ex presidenta de la Asociación de Enfermeras de Dermatología, dijo que "las enfermeras están teniendo las mismas frustraciones que los médicos con respecto a las dificultades para llevar el medicamento a los pacientes y las quejas de los pacientes. Tiene un gran impacto en los recursos si alguien está esperando en espera con iPLEDGE y también recibe llamadas de pacientes que están molestos y frustrados. Eso es lo que hemos escuchado de los miembros ". 
Aunque el objetivo del programa es prevenir los embarazos de las mujeres que toman el medicamento, los pacientes masculinos también deben participar en las restricciones contra el embarazo, principalmente debido al temor de que los usuarios masculinos de isotretinoína puedan compartir sus recetas con mujeres sin el conocimiento de sus médicos.  No ha habido ningún vínculo con los defectos de nacimiento de Accutane asociados con los hombres que usan la droga, aunque un estudio sugirió la disfunción sexual masculina.  Como esto no ha sido probado de manera concluyente, esto no se reconoce como un efecto secundario en la literatura oficial que acompaña al medicamento.